# Ждрал (сазвежђе)
Ждрал (лат. Grus) је сазвежђе на јужној хемисфери које је у 16. веку дефинисао холандски астроном Петар Планције од звезда из и јужно од сазвежђа Јужна риба. У 17. веку је у Енглеској било познато као Phoenicopteros (фламинго).

## Звезде
Најсјајнија звезда Ждрала је Алнаир (од арапског „сјајна звезда из репа рибе“), магнитуде 1,74. Гама Ждрала (Ал Данаб, реп) је плави џин око 210 пута сјајнији од Сунца.

## Објекти дубоког неба
У Ждралу се налази неколико објеката дубоког неба, укључујући спиралне галаксије NGC 7213 (налази се у близини Алфе Ждрала) и NGC 7140 (у близини Тете Ждрала). Друге, мање сјајне, галаксије су IC 1459, IC 5264, NGC 7418 и NGC 7421.